# Atentados de Bottrop y Essen de 2019
Los atentados de Bottrop y Essen de 2019 fueron desarrollados pocos minutos después de la medianoche del 1 de enero de 2019, cuando un automóvil atropelló a varios peatones en la ciudad de Bottrop y después se dirigió a Essen donde volvió a atropellar a un grupo de personas. En total, 8 personas resultaron heridas en los incidentes, incluyendo a un sirio y un afgano. Según el fallo de la corte, un episodio agudo de esquizofrenia paranoide fue el detonante.

## Contexto
Alemania fue blanco anteriormente de sucesos similares a los ataques en Bottrop y Essen, uno de ellos fue el atropello masivo de Munster de 2018 donde 4 personas murieron y otras 30 resultaron heridas. 
En tanto al contexto global, 2019 inició con sucesos similares a los ocurridos en Alemania. En Ámsterdam (Países Bajos), el aeropuerto Schiphol fue evacuado luego de que un hombre amenazara con portar una bomba. En Mánchester (Reino Unido), un hombre apuñaló a tres personas dejándolas heridas; mientras que en Tokio (Japón), un atentado terrorista en forma de atropellamiento dejó un saldo de 9 heridos.

## Ataques

### Bottrop
Cerca de las 00:00 horas del 31 de diciembre de 2018, un hombre trató de atropellar a una persona en la ciudad de Bottrop pero esta logró esquivar al automóvil. Luego, pasadas las 00:00 horas del 1 de enero de 2019, el hombre se dirigió a la Berliner Platz y embistió a cinco sirios, dos afganos y a una persona no identificada; todos ellos resultaron heridos.

### Essen
Luego de cometer el atropello en la Berliner Platz de Bottrop, el atacante se movilizó fuera de la ciudad hasta la cercana Essen, donde nuevamente intentó atropellar a un grupo de personas en una parada de autobuses pero no lo logró, por lo que nadie resultó herido.
El atacante fue detenido por la policía de Essen en la calle Rabenhorst. Tras su arresto, el hombre mencionó palabras xenófobas y racistas.

## Víctimas
| País de origen | Cantidad de heridos |
| -------------- | ------------------- |
| Siria          | 5                   |
| Afganistán     | 2                   |
| Desconocido    | 1                   |